# Johann Sedlatzek
Johann Sedlatzek, również Sedlaczek (ur. 6 grudnia 1789 w Głogówku, zm. 11 kwietnia 1866 w Wiedniu) – śląski flecista, wirtuoz, kompozytor, czeladnik krawiecki. Nazywany „Paganinim gry na flecie”.

## Życiorys

### Wczesne życie

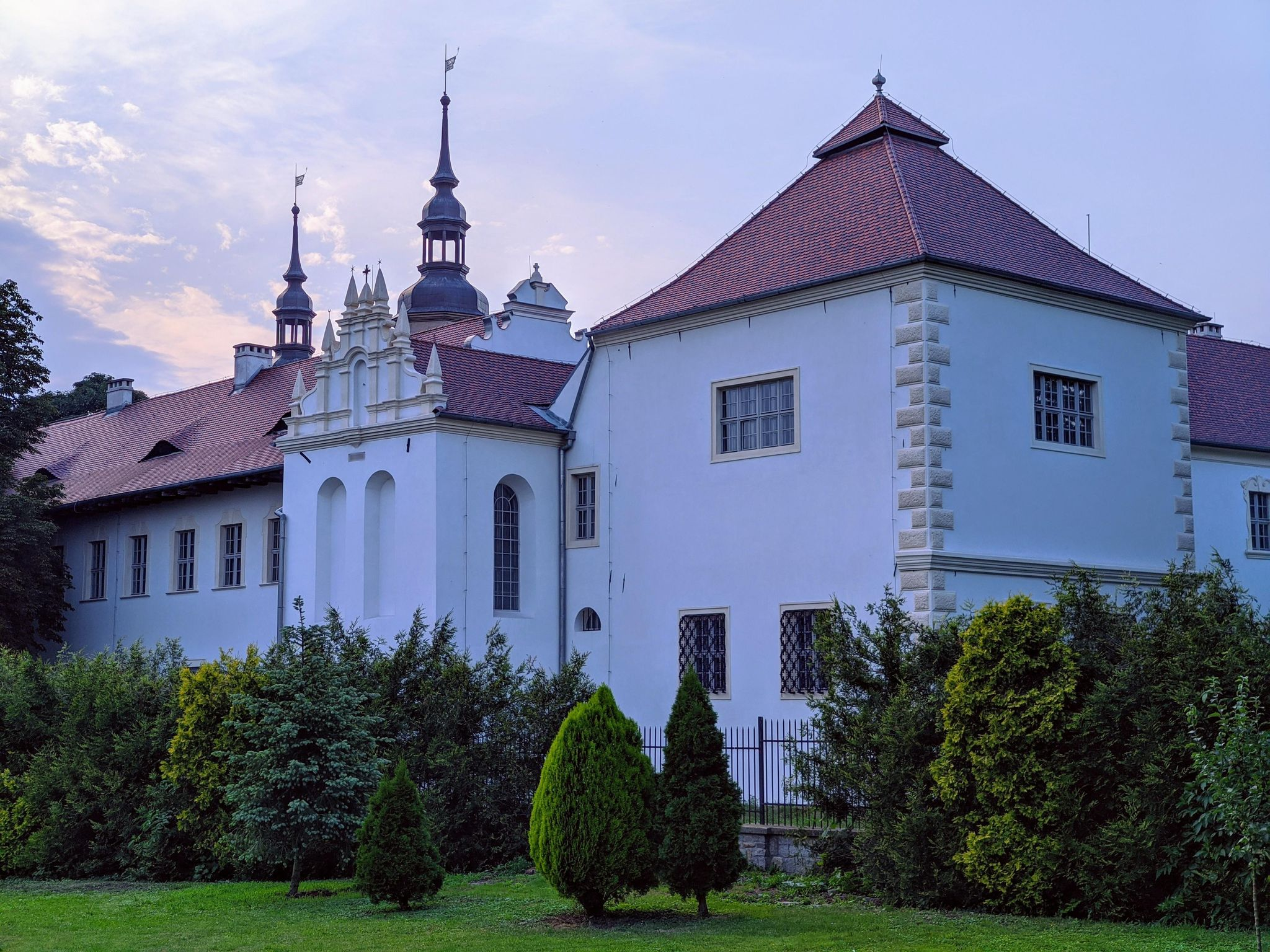
Zamek w Głogówku, gdzie Sedlatzek zaczynał swoją karierę muzyczną

Urodził się 6 grudnia 1789 w Głogówku koło Prudnika na Górnym Śląsku. Syn krawca Johanna i jego żony Josephy z domu Aramolowskin. Pracował jako czeladnik krawiecki u swojego ojca. Od dziecka wykazywał zainteresowanie grą na instrumentach. Szczególnie upodobał sobie flet, na którym potrafił ćwiczyć godzinami bez przerw. Sedlatzek zwrócił na siebie uwagę hrabiego Franza von Oppersdorff, znawcy i miłośnika muzyki, który był właścicielem zamku w Głogówku. Hrabia powierzył młodzieńca pod opiekę swojego nadwornego muzyka, przy którym Sedlatzek mógł rozwinąć swój talent. W 1806 zamek w Głogówku odwiedził Ludwig van Beethoven.

### Wyjazd do Wiednia i tournée po Europie
Po zdobyciu zawodu krawca, 19 marca 1810 wedle panującego wówczas zwyczaju Sedlatzek opuścił dom rodzinny i wyruszył w podróż po świecie w celu doskonalenia rzemiosła, zawarcia nowych znajomości i realizowania swoich artystycznych aspiracji. Najpierw udał się do Opawy, gdzie okazjonalnie zastępując swojego mistrza krawieckiego pracował jako portier w miejscowym teatrze, przy okazji przysłuchując się wystawianym operom. Następnie przez Ołomuniec i Brno dotarł do Wiednia. Tamże znalazł dogodne warunki rozwoju swojego talentu. Grał w serenadach, a w 1812 został zatrudniony jako pierwszy flecista w Theater an der Wien. Nie od razu został dostrzeżony przez krytykę. W 1817 w wychodzącej w Wiedniu gazecie „Allgemeine Musikalische Zeitung” napisano, że Sedlatzek „od czasu do czasu gra bardzo dobrze”.
Sławę przyniosło mu tournée po miastach Europy, które rozpoczął w 1818. Najpierw udał się do Zurychu, gdzie wystąpił na koncercie z Johannem Peterem Pixisem. Spotkał się z uznaniem publiczności i zwrócił na siebie uwagę prasy. Po zakończeniu podróży wrócił do Wiednia, lecz już latem 1820 ponownie wyruszył w drogę. W organizację jego występu w Pradze zaangażowała się Henriette Sontag. O występie Sedlatzka napisano w wiedeńskiej gazecie:

Na koniec koncertu artysta zagrał swoje wariacje na temat znanej angielskiej piosenki ludowej „God Save the King”. Owe porywające, brawurowo skomponowane wariacje zawierały w rzeczywistości wszystko to, co kiedykolwiek napisano na flet – partie wspaniałe i trudne, a pan Sedlatzek artystycznym, doskonałym występem bezsprzecznie zajął miejsce w szeregu najlepszych wirtuozów gry na flecie. (…) Pan Sedlatzek zapisał się dziś na trwałe w sercach wszystkich słuchaczy.

Po występie w Pradze wrócił do Wiednia. W następnym roku udał się do Berlina, gdzie 25 lipca 1821 dał koncert z Carlem Marią von Weberem. W tym samym roku ponownie wrócił do Wiednia, gdzie zajął się koncertowaniem oraz udzielaniem lekcji gry na flecie.

### Podróż po Włoszech
W 1822 wyruszył w dwuletnią podróż po Włoszech. Najpierw zatrzymał się w Weronie, gdzie odbywał się kongres Świętego Przymierza. Na miejscu przebywali liczni europejscy monarchowie, arystokraci, dyplomaci i politycy. Sedlatzek wystąpił na koncercie, na którym obecni byli wszyscy uczestnicy kongresu. Od zachwyconych monarchów otrzymał około 200 dukatów. Z Werony zamierzał udać się do Niemiec, lecz poznał kuriera, który szukał towarzysza podróży do Neapolu. Wówczas Sedlatzek postanowił pojechać na południe Włoch. W Neapolu znalazł się w kręgu arystokratów. Poznał tam barona von Rothschilda, angielskiego ministra lorda Hamiltona, austriackiego feldmarszałka, a także przedstawiono go królowi Prus Fryderykowi Wilhelmowi III. Za koncert w Neapolu zarobił kolejne 200 złotych dukatów.
Sedlatzek musiał przerwać koncertowanie z powodu choroby oczu. Przez osiem tygodni przebywał w kurorcie w Livorno, po czym wyruszył w dalszą podróż. Ponownie wystąpił w Neapolu. W Rzymie wystąpił w obecności papieża Piusa VII, we Florencji przysłuchiwał się mu arcyksiążę. Na jego koncerty w Parmie dwukrotnie przybyła arcyksiężna Maria Ludwika, a w Livorno słuchała go cesarzowa Meksyku. Podczas pobytu w Genui spotkał się z Niccolò Paganinim. W liście do rodziców do Głogówka Sedlatzek napisał o Paganinim: „On jest muzycznym cudem”. Przeżył trzęsienie ziemi w Palermo. Następnie przebywał w Turynie, Mediolanie, Wenecji i w Trieście, po czym powrócił do Wiednia.

### Powrót na ziemię prudnicką i wyjazd do Francji

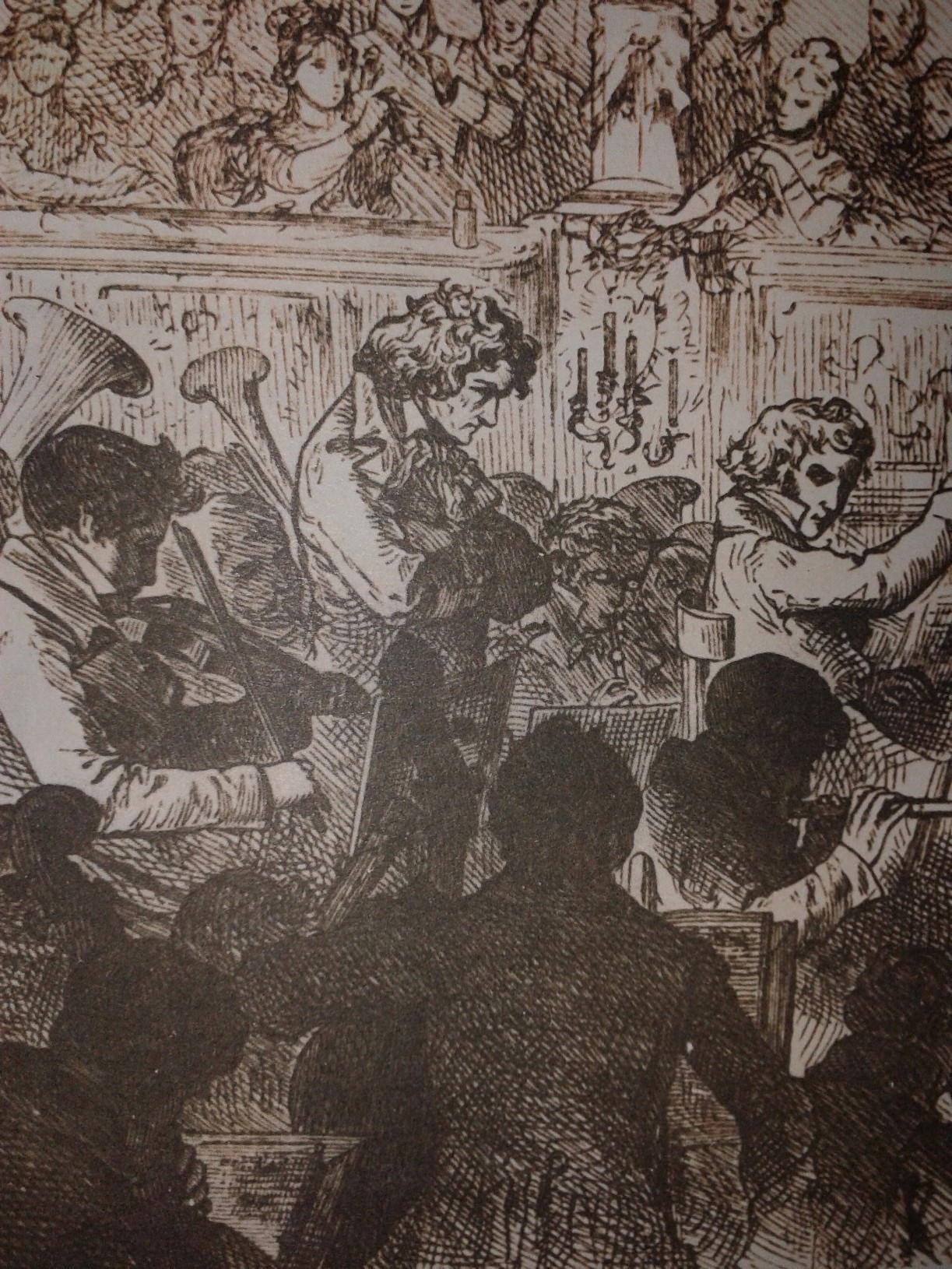
XIX-wieczny druk przedstawiający premierę IX symfonii. Beethoven stoi na środku, Sedlatzek występuje jako pierwszy flecista.

Zaczął występować w Theater am Kärntnertor, gdzie został pierwszym flecistą. Wystąpił m.in. na premierze IX symfonii Beethovena 7 maja 1824. W 1825, piętnaście lat po opuszczeniu Głogówka, Sedlatzek wrócił na ziemię prudnicką by odwiedzić rodziców. Przez kilka tygodni przebywał na kuracji w Cieplicach, gdzie mieszkała jego siostra Josephina Maise. Poznał tam Johanna Theodora Mosewiusa. Następnie wyruszył do Paryża, gdzie na jego koncerty uczęszczali m.in. minister króla, książę Gramont i książę Orleanu. Karolina Burbon-Sycylijska i król Francji Karol X wezwali Sedlatzka do siebie, by zagrał im osobiście. W trzy miesiące Sedlatzek zarobił ponad trzy tysiące franków.

### Przeprowadzka do Londynu
Latem 1826 Sedlatzek przeniósł się do Londynu. Poznał tamże muzyków takich jak m.in. Felix Mendelssohn-Bartholdy i Johann Strauss. Pracował jako nauczyciel gry na flecie w Green College, otrzymując tytuł profesora. Ożenił się z Anną Ward, z którą miał co najmniej piątkę dzieci. Część z nich również była uzdolniona muzycznie. W 1835 otrzymał tytuł doktora honoris causa. W tym samym roku ponownie odwiedził Głogówek, tym razem w związku z obchodami 50. rocznicy ślubu jego rodziców. O jego przyjeździe na Śląsk poinformowała 15 sierpnia 1835 gazeta wydana w Raciborzu:

Pan Johann Sedlatzek, największy flecista naszych czasów, przyjechał z Londynu, gdzie obecnie mieszka, do Głogówka na złote wesele swoich rodziców. W dniu 19 sierpnia będzie grał na koncercie dobroczynnym. Miłośnikom muzyki zwracamy na to uwagę, gdyż pan Sedlatzek nie podejmuje już artystycznych podróży.

Na występie w Raciborzu Sedlatzek wykonał m.in. wariacje na temat „Le Carneval de Venise”, „Witsches dance” i „Rondo capriccio” Paganiniego. Dwa razy wystąpił we Wrocławiu – w Auli Leopoldina i w teatrze miejskim.

### Powrót do Wiednia, śmierć
Po śmierci małżonki w 1842 Sedlatzek wrócił do Wiednia. Udzielał tam lekcji muzyki i sporadycznie koncertował. Jego ostatni występ miał miejsce 23 kwietnia 1865 w Bösendorfer Salon. Była to uroczysta gala zorganizowana z okazji 50-lecia jego kariery muzycznej. Sedlatzek zmarł na uwiąd starczy 11 kwietnia 1866 w szpitalu w Wiedniu. Został pochowany na cmentarzu Wahringer Kommunalfriedhof.

## Upamiętnienie
Rękopisy prac Sedlatzka znalazły się m.in. w zbiorach Biblioteki Kongresu Stanów Zjednoczonych, Biblioteki Uniwersytetu Glasgow, Uniwersytetu Yale i Niemieckiej Biblioteki Narodowej. W 2012 wydana została płyta Souvenir zawierająca siedem utworów Sedlatzka w wykonaniu Elżbiety Woleńskiej (flet) i Elżbiety Zawadzkiej (fortepian), związanymi z Akademią Muzyczną im. Karola Lipińskiego we Wrocławiu. W tymże roku Woleńska i Zawadzka wykonały utwory Sedlatzka na XX Śląskim Festiwalu im. Ludwiga van Beethovena w Głogówku.